# Chwałków

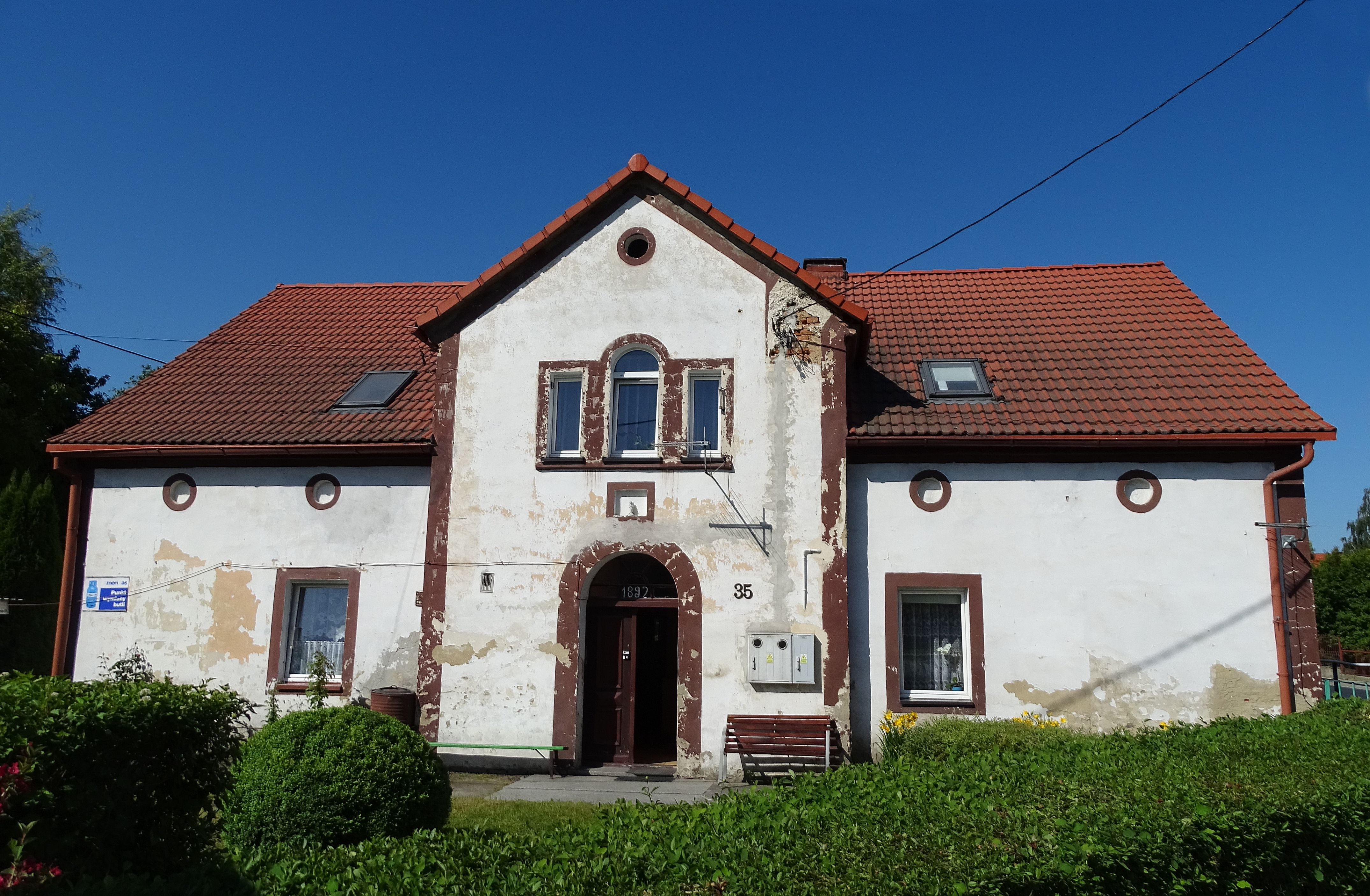
Hausnummer 35

Chwałków (deutsch; Qualkau) ist ein Dorf in der Landgemeinde Marcinowice im Powiat Świdnicki der Woiwodschaft Niederschlesien in Polen.

## Lage
Chwałków liegt etwa 19 Kilometer östlich von Świdnica (Schweidnitz) und 36 Kilometer südwestlich von Breslau.
Nachbarorte sind Strzelce (Strehlitz) im Nordwesten, Szczepanów (Stephanshain) im Westen, Biała (Klein Bielau) im Süden und Garncarsko (Marxdorf) im Nordosten. 

## Geschichte
Bereits 1150 wird der Ort in einer Urkunde als Villa falkonis erwähnt und 1223 in der Urkunde des Bischofs Laurentius von Breslau als Falkou. Der Ort gelangte früh in den Besitz des Sandtifts in Breslau. Seit 1460 besaß Qualkau eine Erbscholtisei. Seit 1688 war es ein Rittergut. 1698 kaufte es das Kloster an und machte daraus ein Dominium. Das Rittergut führte auch später noch den Namen Scholzenhof. Nach dem Ersten Schlesischen Krieg fiel Qualkau 1741/42 an Preußen und wurde in den Kreises Schweidnitz eingegliedert. 1785 zählte das Dorf ein Vorwerk, drei Wassermühlen, sechs Bauern, sieben Gärtner, zehn Häusler und 204 Einwohner. Evangelisch waren die Bewohner nach Gorkau und katholisch nach Zobten am Berge gepfarrt. Nach der Säkularisation gehörte das Gut einem Rittmeister Eduard Hufeland († 1840), Sohn des königlichen Leibarztes Christoph Wilhelm Hufeland. Darauf erbte Qualkau und Marxdorf dessen Sohn der Rittergutsbesitzer Friedrich Wilhelm Sigismund Max von Hufeland, der 1860 in den preußischen Adelsstand erhoben wurde.
Seit 1839 besaß Qualkau eine katholische Schule, in der ein Lehrer 95 Kinder unterrichtete. 1845 zählte das Dorf 42 Häuser, ein Vorwerk, eine katholische Schule, eine herrschaftliche Schäferei, drei Wassermühlen, davon bildete die Steinmühle das Dominium und die Ober- und Nieder-Mühle waren in Privatbesitz, ein Kramer, ein Höcker, sieben Handwerker, eine  Ziegelei und 379 Einwohner, davon 19 evangelisch. In einem nahegelegenen Steinbruch wurde Granit u. a. zu Steinplatten und Säulen verarbeitet. Seit 1874 bildete Qaulkau zusammen mit Klein Bielau einen eigenen Amtsbezirk. 1928 wurde der Gutsbezirk Qualkau in die Landgemeinde Qualkau eingegliedert. 1933 hatte Qualkau 681 Einwohner, davon 136 evangelisch und 542 katholisch. Mit der Übernahme 1945 durch sowjetischen Truppen und polnische Administration wurde Qualkau in Chwałków umbenannt. Die deutschen Einwohner wurden vertrieben und durch Polen ersetzt.

## Sehenswürdigkeiten
- Schloss Qualkau, erbaut Mitte des 19. Jahrhunderts anstelle eines Vorgängerbaus aus dem 17. Jahrhundert, umgeben von Wirtschaftsgebäuden aus dem 19./20. Jahrhundert und einem Park[10]